# Maria Minor
De Maria Minor (ook: Sinte-Marie) is een voormalige oudkatholieke kerk aan het straatje Achter Clarenburg in de Nederlandse stad Utrecht.

## Schuilkerk
Op deze plaats stond het middeleeuwse huis Clarenburg. Hierin werd na de hervorming, aan het begin van de zeventiende eeuw, een katholieke schuilkerk ingericht voor de voormalige Buurkerkparochie. Bij het oudkatholieke schisma van 1723 sloot de parochie zich aan bij de oudkatholieke Kerk, evenals de Gertrudisparochie en de Jacobusparochie.

## Nieuwbouw
In 1860-1863 volgde nieuwbouw op dezelfde plaats door Th.G. van Doorn. Van het middeleeuwse huis bleven alleen de kelders gespaard. De voorgevel onderscheidt zich van een woonhuis door de neogotische ingangspartij, die toegang geeft tot de gepleisterde zaalkerk.

## Buiten gebruik gesteld
De kerk is buiten gebruik gesteld en wordt geëxploiteerd als een café/restaurant. Van de rijke inventaris is een gedeelte verhuisd naar de Sint-Gertrudiskathedraal, maar enkele elementen zijn ter plaatse behouden. Daartoe behoort het orgel uit 1890, gebouwd door Johan Frederik Witte. De pastorie van de voormalige schuilkerk is in gebruik als woonhuis.

## Afbeeldingen

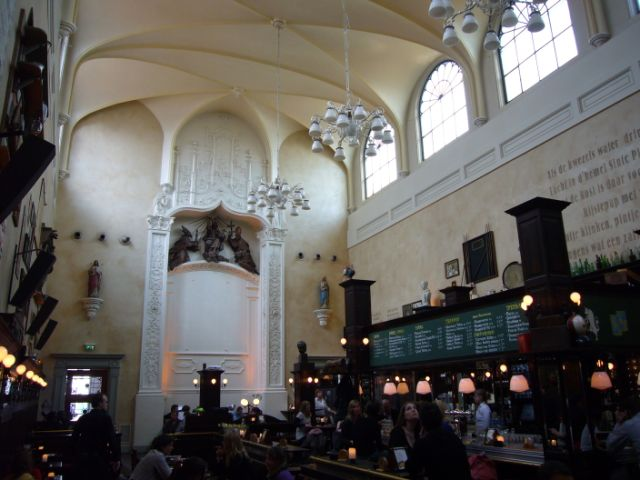
Interieur
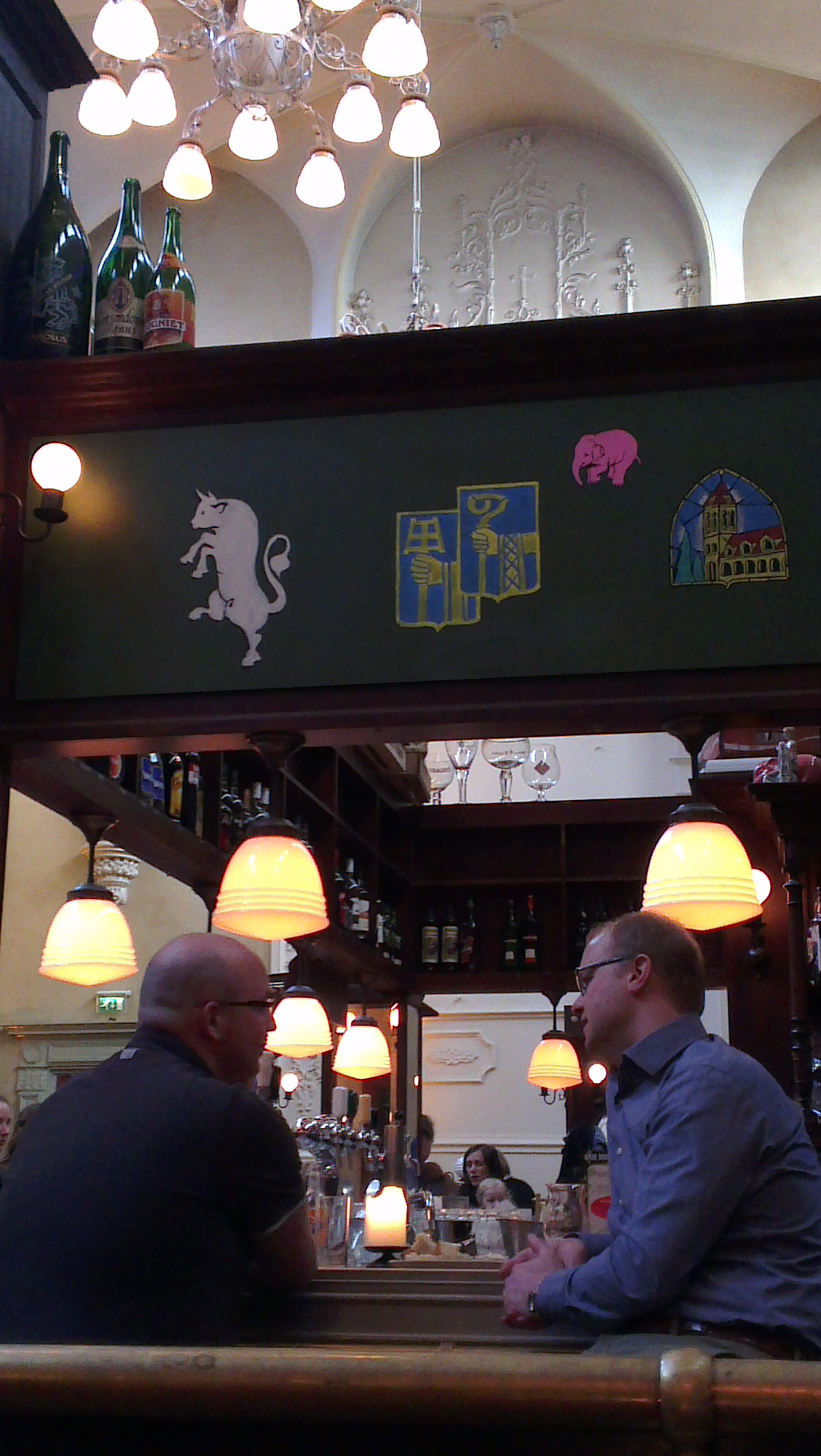
Mensen aan de bar
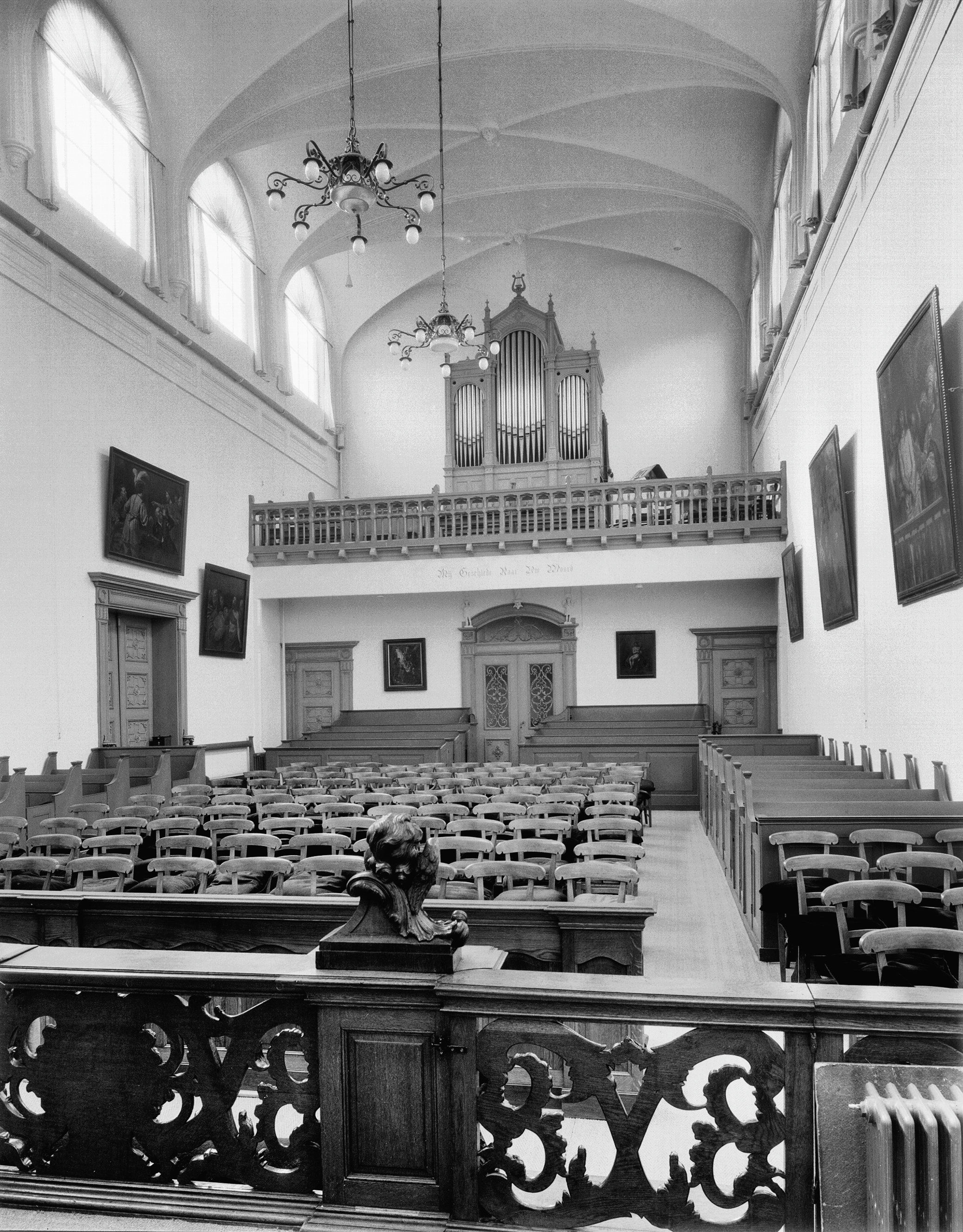
Kerkinterieur in 1954